# Łąg

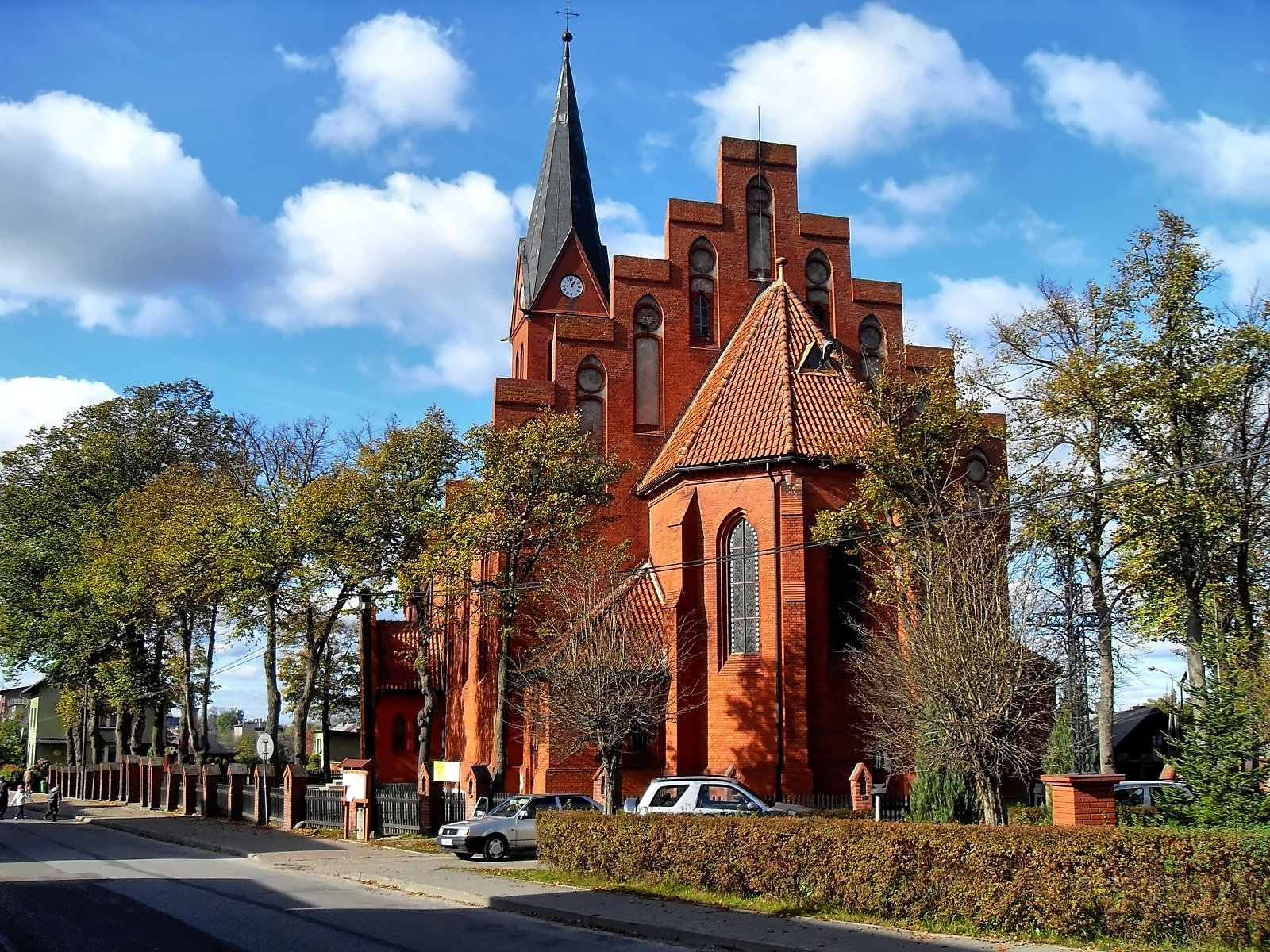
Kirche in Łąg, aufgenommen im November 2012

Łąg (kasch. Łãg, deutsch Long, 1942–45 Schönhain) ist ein Dorf in der Gmina Czersk, Powiat Chojnicki, Woiwodschaft Pommern, in Polen. Es liegt an der DK 22 und an der Kreuzung der Bahnstrecken Tczew–Chojnice und Bydgoszcz–Gdynia. Die Einwohnerzahl beträgt etwa 1249 Einwohner.